# Amebosi
L'amebosi o amebiasi és una protozoosi provocada per l'ameba Entamoeba histolytica. El terme amebosi a vegades s'utilitza incorrectament per referir-se a una infecció per una altra ameba, però en rigor s'hauria de reservar per a la infecció per Entamoeba histolytica. Hi ha amebes intestinals no patògenes.
La infecció gastrointestinal pot o no ser simptomàtica, i pot romandre latent en una persona infectada durant uns quants anys, es creu que l'amebosi provoca unes 70,000 morts al món per any. Els símptomes es poden estendre des de la diarrea suau fins a disenteria amb sang i moc a la femta. La E. histolytica és normalment un organisme comensal. Les infeccions severes (conegudes com a amebosi invasiva o fulminant) ocorren en les dues formes essencials. La invasió de l'intestí provoca disenteria amèbica o colitis amèbica. Si el paràsit arriba al flux sanguini es pot difondre a tot del cos, freqüentment va a parar al fetge on hi provoca abscessos. Els abscessos de fetge poden succeir sense desenvolupament previ de disenteria amèbica. L'individu infectat quan no presenta cap símptoma és un portador, capaç d'estendre el paràsit a altres amb pràctiques higièniques pobres.

## Transmissió
L'amebosi és normalment transmesa per la via fecal-oral, però també es pot transmetre indirectament a través de contacte amb mans o objectes bruts tant com pel contacte anal-oral i -a vegades- oral-oral. La infecció s'estén a través d'ingestió dels quists del paràsit, una estructura semiinactiva i robusta trobada en la femta. Qualsevol ameba no enquistada, o trofozoït, mor de pressa després de deixar el cos però també pot ser present en la femta: aquestes són rarament una font d'infeccions noves. Ja que l'ameba es transmet a través de menjar contaminat i aigua, és sovint endèmica en regions del món amb sistemes de sanejament moderns limitats, incloent-hi Mèxic, Amèrica Central, Àsia meridional, i Àfrica.
La disenteria amèbica es confon sovint amb la "diarrea del viatger"; de fet, la majoria de diarrees del viatger són de causa bacteriana o vírica.